# Бабенское
Бабенское (баш. Бабенский) — упразднённая в 2005 году деревня Кальтовского сельсовета Иглинского района Республики Башкортостан.

## География
Находилась Бабенское у реки Сим.

### Географическое положение
Расстояние до (на 1 января 1969):
- районного центра (Иглино): 31 км,
- центра сельсовета (Кальтовка): 6 км,
- ближайшей ж/д станции (Иглино): 31 км.

## История
Закон Республики Башкортостан от 20 июля 2005 года № 211-з «О внесении изменений в административно-территориальное устройство Республики Башкортостан в связи с образованием, объединением, упразднением и изменением статуса населённых пунктов, переносом административных центров» гласил:

ст.1

4. Упразднить следующие населенные пункты:

21) в Иглинском районе:

а) деревню Бабенское Кальтовского сельсовета;

б) поселок Вавиловка Кальтовского сельсовета;

е) деревню Малеевка Кальтовского сельсовета

## Население
На 1 января 1969 года проживали 138 человек; преимущественно украинцы.